# Proteuxoa oxygona
Proteuxoa oxygona là một loài bướm đêm thuộc họ Noctuidae. Nó được tìm thấy ở Lãnh thổ Thủ đô Úc, New South Wales, Nam Úc, Tasmania và Victoria.

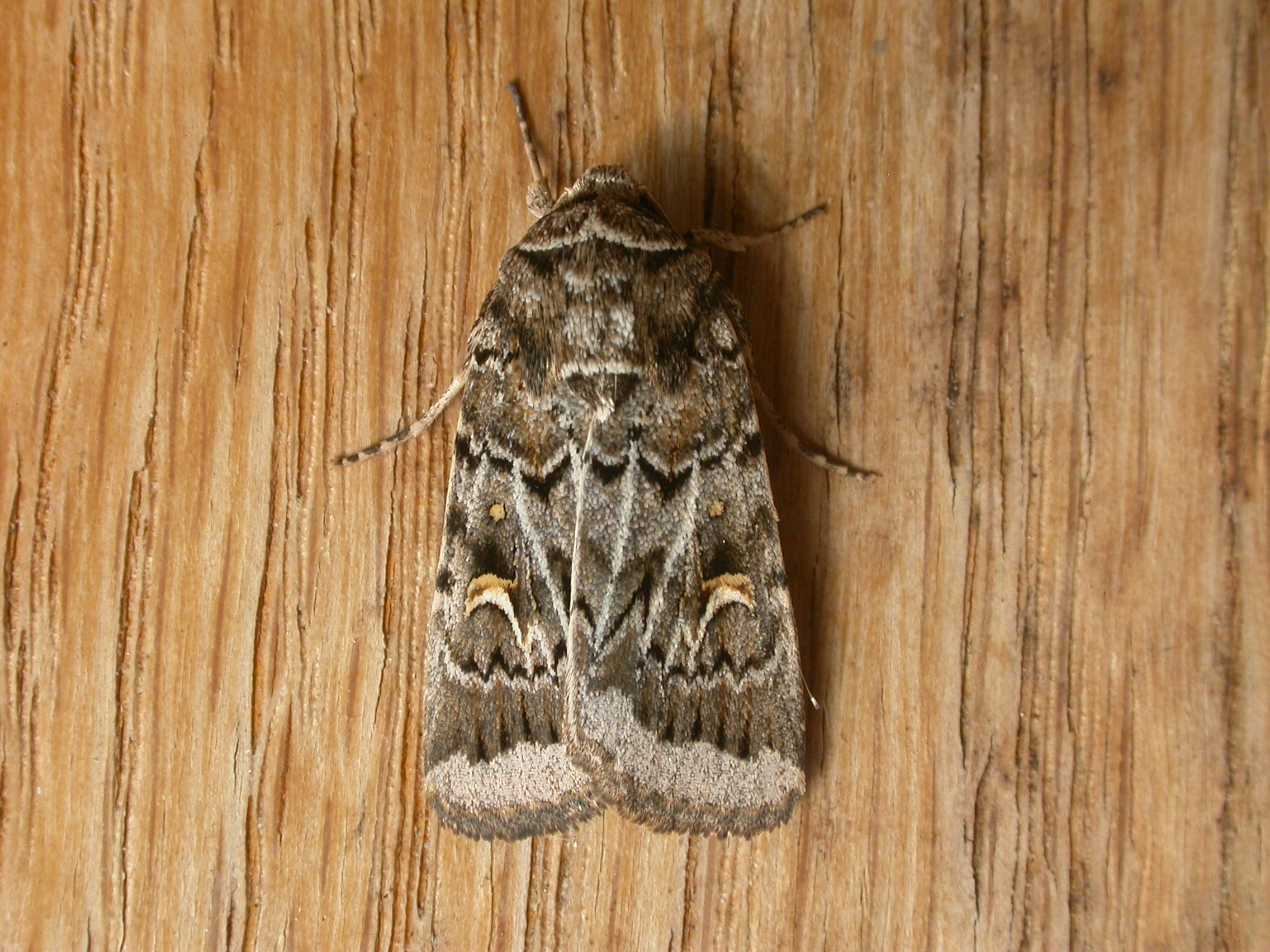

## Hình ảnh

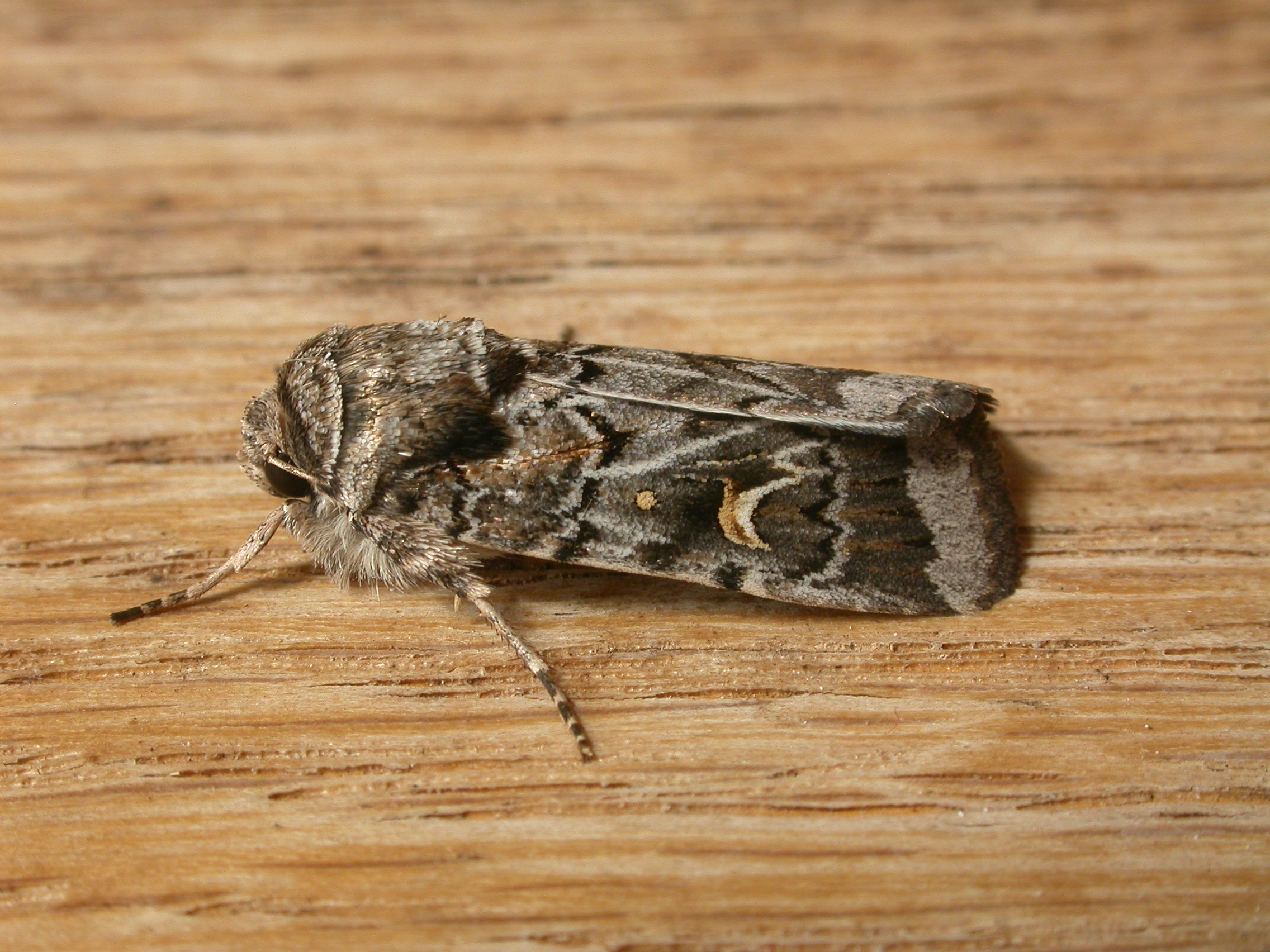
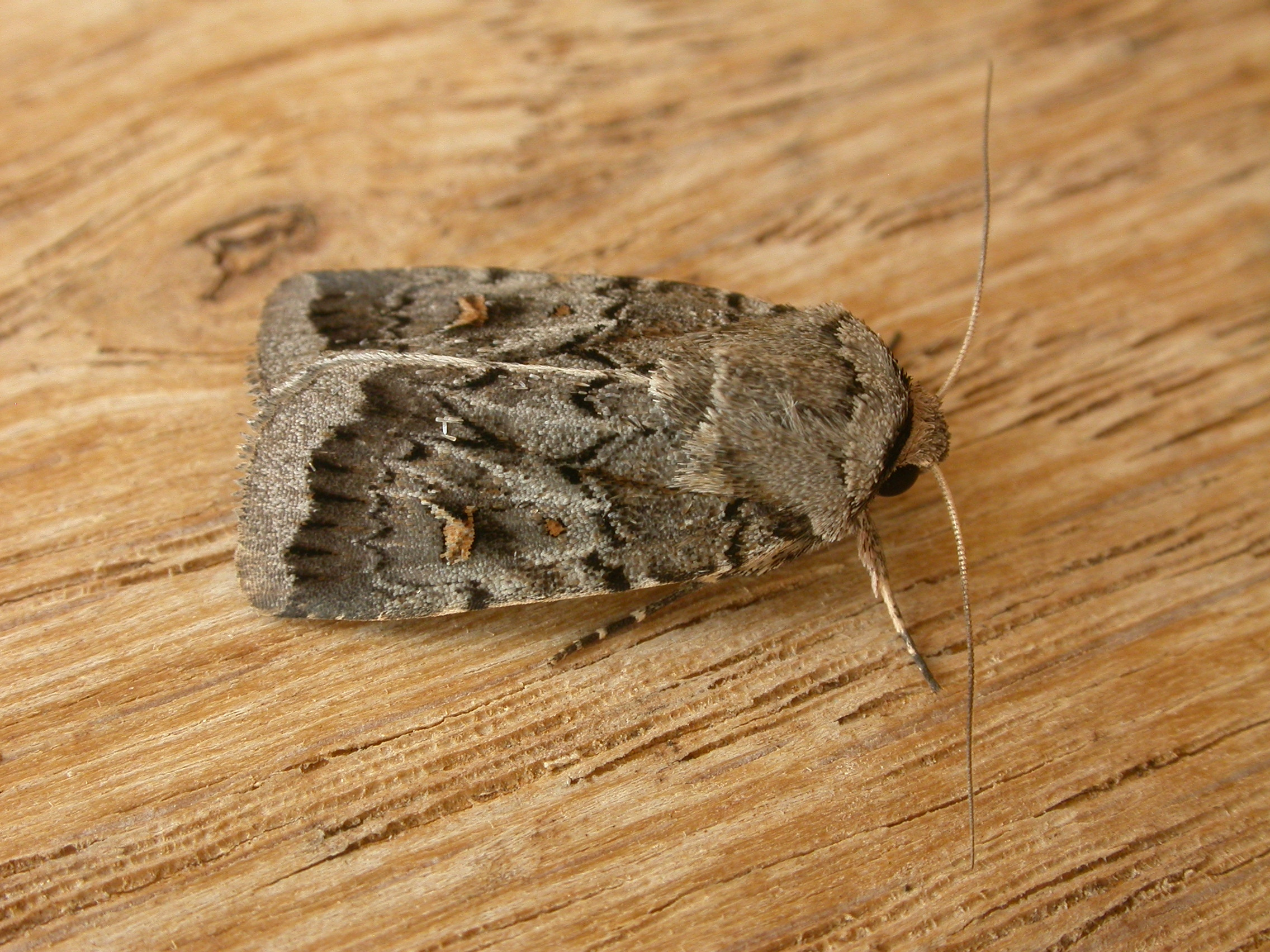
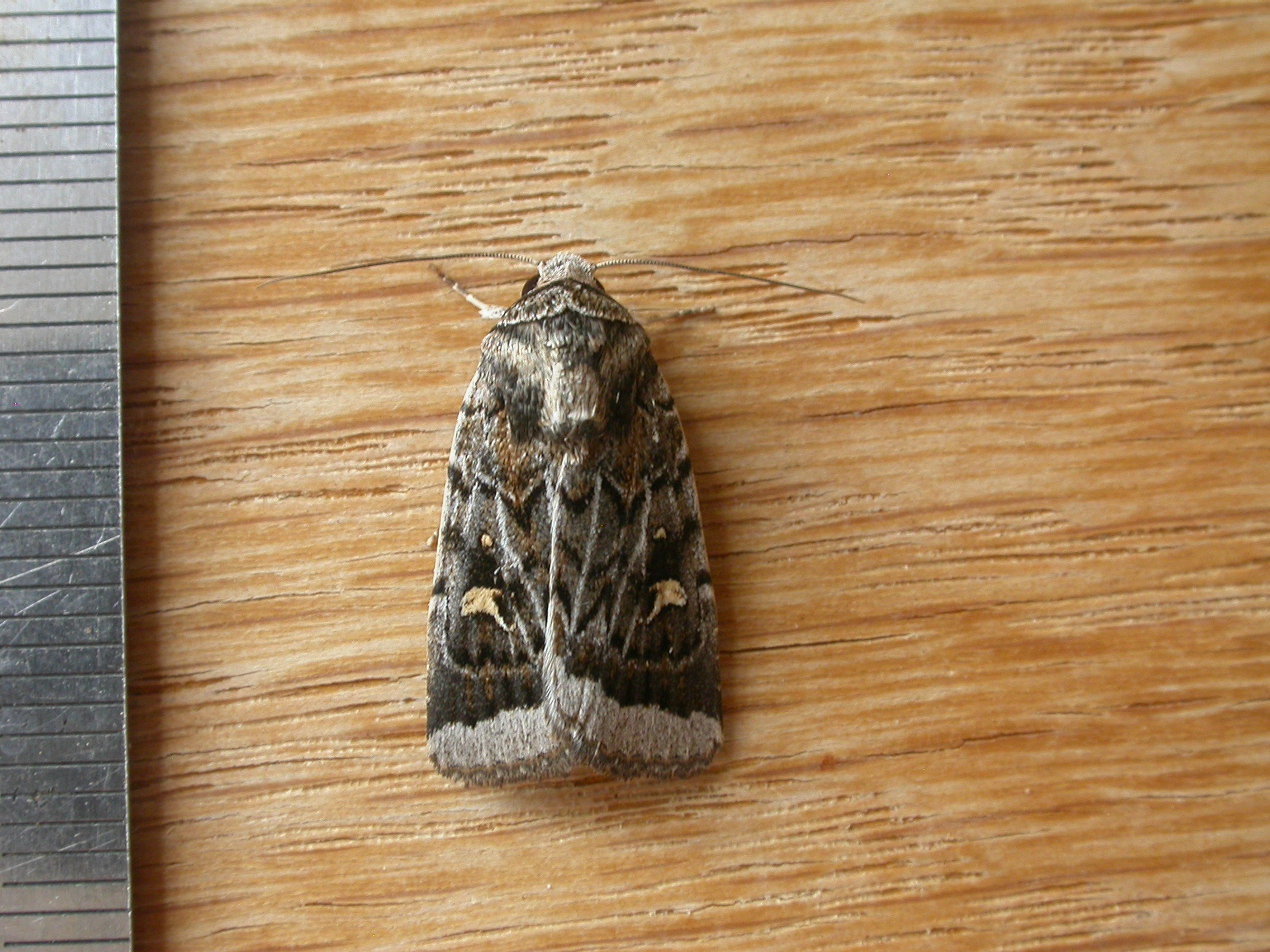
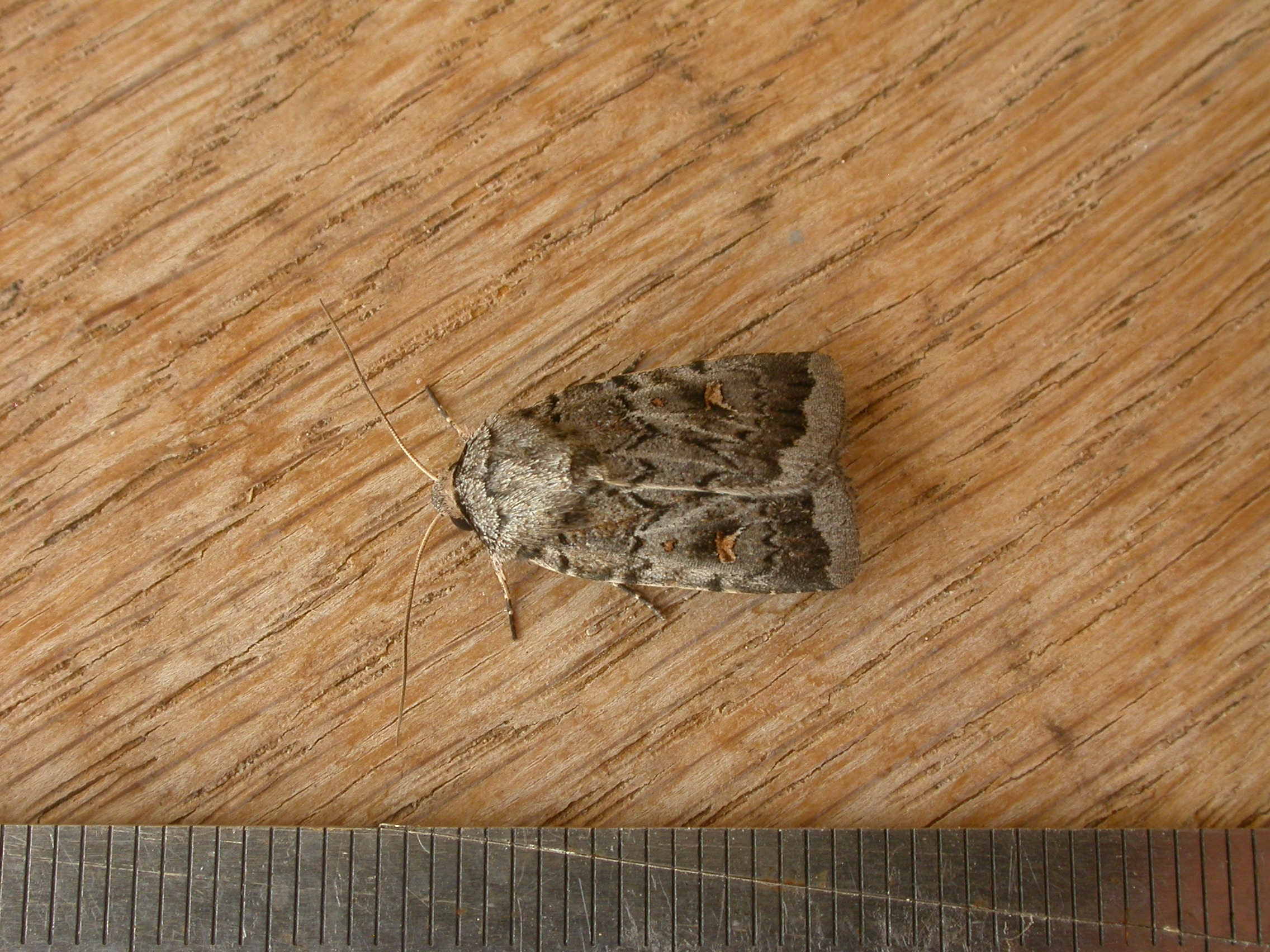